# Alain Jamet
Pour les articles homonymes, voir Jamet.
Alain Jamet, né le 25 mai 1934 à Bourges, est un homme politique français.
Premier vice-président du Front national de 2011 à 2014, il est conseiller municipal de Pérols et conseiller régional honoraire du Languedoc-Roussillon.

## Biographie

### Origines et formation
Alain Jamet est le fils de l'intellectuel Claude Jamet, militant socialiste, puis membre de l'organisation collaborationniste la Ligue de pensée française et frère du journaliste et écrivain Dominique Jamet, né deux ans après lui. Il est le père de France Jamet, députée européenne FN.
Il fait ses études à la faculté de droit de Paris (dont il est licencié en droit), où il est membre de l'UNEF, et fait la connaissance de Jean-Marie Le Pen, Jean-Pierre Reveau, et Pierre Durand.
Il a ensuite exercé la profession d'attaché commercial dans des compagnies d'immobilier et d'assurances.

### Parcours politique
Il est à Assas membre de la Corpo de droit. En 1954, il est cofondateur et secrétaire général des Jeunes indépendants de Paris, puis membre du bureau national de l'Union de défense de la jeunesse de France (l'une des Union parallèle de l'Union de défense des commerçants et artisans (UDCA) de Pierre Poujade), aux côtés de Jean-Marie Le Pen, qu'il suivra en Algérie.
Parachutiste au 18e RCP en 1956, il est blessé en 1957 à Canrobert dans le djebel Tarf, pendant la guerre d'Algérie. Durant cette période militaire, il est décoré de la croix de la Valeur militaire à l'ordre du corps d'armée et de la croix du combattant. 
En 1960, après s'être éloigné du mouvement Poujade, il est membre du bureau du Front national de l'Algérie française, puis du Front national des combattants. Il soutient la candidature présidentielle de Tixier-Vignancour en 1965, étant délégué départemental des Comités Tixier-Vignancour.
Alain Jamet participe, en 1972, à la création du Front national (FN), dont il a fondé l'une des premières fédérations (celle de l'Hérault), en compagnie de Jacques Bompard. À la suite d'un voyage aux États-Unis dans les années 1980, il reprend le slogan de Ronald Reagan (« America, love it or leave it »), pour que le Front national le fasse sien (« La France, aimez-la ou quittez-la »).
Il est depuis secrétaire régional du FN en Languedoc-Roussillon, membre du bureau politique et vice-président du FN (de 2005 à 2014). Il est conseiller municipal de Montpellier de 1989 à 2001 et conseiller régional du Languedoc-Roussillon de 1986 à 2010. Le groupe FN à la région, dont il est le président, apporte dans les années 1990 son soutien à la majorité de droite de Jacques Blanc, après la conclusion d'un accord négocié par Jean-Claude Martinez ; il est d'ailleurs vice-président du conseil régional de 1986 à 1992. La rupture entre la droite et le FN est consommée en 2003.
Considéré comme l'un des dirigeants historiques du Front national, l'un des rares d'ailleurs à ne pas l'avoir quitté ni à en avoir été exclu, Alain Jamet apporte son soutien à Marine Le Pen, candidate à la succession de son père lors du congrès de Tours en 2011. Il est alors premier vice-président du FN.
Lors de l'élection législative de 2012 dans la première circonscription de l'Hérault, il arrive en troisième position, avec 18,12 % des voix, soit treize points de plus qu'en 2007 et trois points de plus qu'en 2002.
Il quitte sa fonction de vice-président du Front national à l'issue du congrès de Lyon, le 30 novembre 2014. D'après Abel Mestre et Caroline Monnot, « le très mauvais classement d'Alain Jamet, premier vice-président du FN (une fonction honorifique), cofondateur du parti et à ce titre figure historique du mouvement, a montré que les adhérents frontistes n'ont, aujourd'hui, plus la mémoire militante suffisante pour remercier un « ancien » ».
Lors du XVIe congrès du Front national, en 2018, il est élu au conseil national (ex-comité central) en 43e position, et intègre le bureau national (ex-bureau politique),.